# Karl Friedrich Adam von Schlitz
Graf Karl Friedrich Adam von Schlitz genannt Görtz (* 21. Dezember 1733 in Schlitz; † 24. August 1797 in Ohlau) war ein königlich-preußischer General der Kavallerie und Chef des Kurassier-Regiments Nr. 8.

## Leben
Er erhielt seine Ausbildung zusammen mit seinem Bruder Johann Eustach auf dem Collegium Carolinum in Braunschweig, zu seiner Zeit studierte dort auch der Herzog von Braunschweig. Dort lernte er die Grundlagen der Wissenschaft.

### In hessischen Diensten
Mit dem Tod seines Vaters bekam sein Leben aber eine andere Richtung. Sein älterer Bruder Georg (1724–1794) stand bei der Armee und warb ihn an. Im Jahr 1750 wurde er Fähnrich im Grenadier-Regiment Wilhelm von Hessen-Kassel. 1752 bekam er den Auftrag, weitere drei Kompanien am Standort Hanau zu werben. Diesen Auftrag erfüllte er auf eigene Kosten.
Mit Beginn des Siebenjährigen Krieges vermietete der Landgraf Wilhelm von Hessen-Kassel einige Infanterie-Regimenter nach England. Die Truppen gingen mit dem Grafen von Isenburg nach England. Görtz begleitete den Grafen auf eigene Kosten als Adjutant. Schon 1757 kamen die Truppen zurück nach Deutschland und trafen die alliierte Armee bei Bielefeld. Der Graf von Görtz erhielt dabei wieder seine eigene Kompanie.
In der Nacht vor der Schlacht bei Hastenbeck erhielt er den Auftrag, unmittelbar vor der Armee eine Batterie zu errichten, was ihm trotz feindlichen Feuers gelang. Nach der Übereinkunft von Kloster Zeven glaubte er die Kampfhandlungen beendet und wollte auf das Gut Schlitz in Franken zurückkehren. Er hatte bereits vom französischen Oberbefehlshaber Marschall Richlieu einen Pass erhalten, als der Krieg im November wieder ausbrach. Er ging nach Celle, wo der Oberbefehlshaber Ferdinand von Braunschweig-Wolfenbüttel sein Hauptquartier hatte. Der war vom Grafen sehr beeindruckt und lieh sich den Adjutanten vom Grafen Isenburg aus. Er kämpfte danach im Scharmützel bei Sangerhausen. Dabei wurde er am linken Knie verletzt.
Die Truppen sollten sich bei Kassel sammeln, was aber von den Franzosen verhindert wurde. Auch der Versuch der alliierten Truppen, über die Werra zu gehen, wurde in der Schlacht bei Lutterberg (1758) verhindert. Die Truppen mussten sich über Minden und Einbeck zurückziehen. Isenburg ließ seine Truppen in Einbeck stehen. Der Landgraf beschloss, seine Husaren zu verstärken. Görtz wurde Major und sollte nun eine Schwadron werben. Das tat er im Winter 1758/1759 in Bettenhausen. Die Schwadron war noch nicht vollzählig, als er den kranken Kommandeur der Husaren ersetzen sollte. Er sammelte 150 Husaren und 100 Jäger und griff den kaiserlichen General Voghera bei Biber an. Er konnte zahlreiche Gefangene machen und zwei Standarten erobern. Danach wurde er nach Kassel beordert, um seine Schwadron zu vervollständigen. Nach der verlorenen Schlacht bei Bergen wurden die Truppen eingesetzt, um das dortige Magazin zu räumen.
Mit den Feldzug von 1759 konnte er die Zitadelle Vechta entsetzen und rückte mit der Armee gegen Osnabrück vor. In der Schlacht bei Minden kommandierte er die Vorhut. Danach ging er mit seinen Husaren zwischen Rinteln und Hameln über die Weser und verfolgte den Rückzug der Franzosen bis nach Kassel. Er kehrte danach zur Armee zurück, die jetzt unter Führung von General Imhoff Münster belagerte. Nach der Einnahme der Stadt wurde er nach Rinteln befohlen, um nochmals zwei Schwadronen Husaren zu werben. Im Jahr 1760 wurden ihm zwei Schwadronen für ein eigenes Regiment gegeben. Nach dem Tod des Landgrafen erhielt er zusätzlich die Garde du Corps, dazu die Erlaubnis, weiter am Feldzug teilzunehmen. Aber es gab wohl doch erhebliche Probleme und so verließ er die hessischen Dienste.

### In dänischen Diensten
Es kam zu der Zeit zu Gefechten zwischen russischen und dänischen Truppen. Er ließ sich von den Dänen als Oberst der Kavallerie anwerben und zog mit dem Grafen von St.Germain in den Feldzug von 1762. Die Truppen eroberten aber nur das damals zu Lübeck gehörige Travemünde. Der Tod des Zaren Peter III. machte dem Krieg ein Ende. Der dänische König Friedrich V. gab ihm danach die Erlaubnis, wieder zur alliierten Armee und zu Herzog Ferdinand zurückzukehren. Dort blieb er bis zum Frieden von Hubertusburg. Er kehrte nach Dänemark zurück und erhielt ein in Odense auf Fünen stationierte Dragoner-Regiment. Nach dem Tod des Königs Friedrich entstanden zahlreiche Intrigen, die Görtz den Abschied fordern ließen. Er ging dann zunächst auf seine Güter zurück.

### In preußischen Diensten
Im Jahr 1771 reiste er nach Potsdam, wo ihn der preußische König Friedrich II. als Oberst der Kavallerie übernahm. Der König schickte ihn auch auf zwei diplomatische Missionen nach St. Petersburg. Er repräsentierte Preußen bei der Hochzeit des Großfürsten Paul mit der Prinzessin Wilhelmina Luisa von Hessen-Darmstadt, ebenso bei der zweiten Hochzeit des Großfürsten mit der Prinzessin Sophie Dorothee von Württemberg.
Im August 1777 wurde er zum Generalmajor ernannt. Während des Bayerischen Erbfolgekrieges befand er sich im Gefolge des Königs. 1779 begleitete er den Kronprinzen Friedrich Wilhelm nach St. Petersburg. 1785 wurde er nach Kassel geschickt, um mit dem Landgrafen über den Beitritt zum Fürstenbund zu verhandeln, was er erfolgreich bewerkstelligte. Bei seiner Rückkehr war Friedrich II. bereits sehr schwach. Er ernannte den Grafen aber noch am 3. März 1786 zum Generalleutnant. Er war einer der wenigen Anwesenden beim Tod des Monarchen. Nach dem Tode Friedrichs überbrachte er dem Kronprinzen die Nachricht, der ihn weiter zur Königin zum Schloss Schönhausen schickte. Danach musste er der übrigen königlichen Familie die Nachricht überbringen. Als der neue König Friedrich Wilhelm II. zur Huldigung sein Land bereiste, durfte Görtz beim König im Wagen sitzen.
Im September 1787 wurde er Chef des Kürassier-Regiments Nr. 8 (Pannewitz) in Ohlau in Schlesien. Im Jahr 1795 wurde er zum General der Kavallerie ernannt und starb 1797 in seiner durch Seydlitz allbekannten Kürassiergarnison.

## Familie
Die Familie Schlitz genannt Görtz gehört zu einer reichsritterschaftlichen Familie im Fränkischen Kreis. Seine Eltern waren der kurbrandenburgische Schlosshauptmann in Hannover Graf Johann von Schlitz genannt Görtz (* 30. April 1683; † 28. Juli 1747) und dessen Ehefrau Maria Friederika Dorothea von Görtz (* 22. August 1696; † 2. September 1773). Der Diplomat Johann Eustach von Görtz (1737–1821) war sein jüngster Bruder.
Er heiratete am 15. Juni 1764 Louise Charlotte von Knuth (* 4. März 1745; † 30. April 1812), Tochter des Grafen Eberhard Christoph von Knuth. Das Paar hatte folgende Kinder:
- Johann Heinrich Christoph (* 16. Oktober 1769; † Mai 1778)
- Sophie Elisabeth Luise (* 15. Februar 1771; † 14. September 1843)

⚭ 15. Mai 1791 Karl Friedrich Peter von Raoul († 13. Juli 1794)
⚭ 5. Oktober 1796 Freiherr Christian Wilhelm von dem Bussche-Lohe (* 1756; † 3. Januar 1817)
- Friederike Wilhelmine, (* 5. Juni 1783; † 27. Juni 1852) ⚭ 7. Oktober 1801 Hans Ernst von Haugwitz (* 13. Januar 1779; † 5. Oktober 1843)[1]